# Hawick
Hawick är en ort i Storbritannien.   Den ligger i kommunen Scottish Borders och riksdelen Skottland, i den centrala delen av landet, 500 km norr om huvudstaden London. Hawick ligger 116 meter över havet och antalet invånare är 14 053.
Terrängen runt Hawick är platt åt nordost, men åt sydväst är den kuperad. Hawick ligger nere i en dal. Runt Hawick är det glesbefolkat, med 10 invånare per kvadratkilometer. Hawick är det största samhället i trakten. Trakten runt Hawick består i huvudsak av gräsmarker.